# Gustave Michaut
Pour les articles homonymes, voir Michaut.
Gustave Michaut, né à Perrigny le 20 février 1870 et mort à Sceaux le 1er septembre 1946 est un romaniste, grammairien, latiniste et chercheur en littérature français.

## Biographie
Gustave Michaut étudie au Lycée de Lyon puis au Lycée Henri-IV. Il fréquente ensuite l'École Normale Supérieure. Il est licencié ès lettres en 1890 et agrégé des lettres en 1893.

De 1893 à 1894, Gustave Michaut est professeur de rhétorique au Lycée de Moulins. De 1894 à 1904, il enseigne la littérature latine à l'Université de Fribourg. 

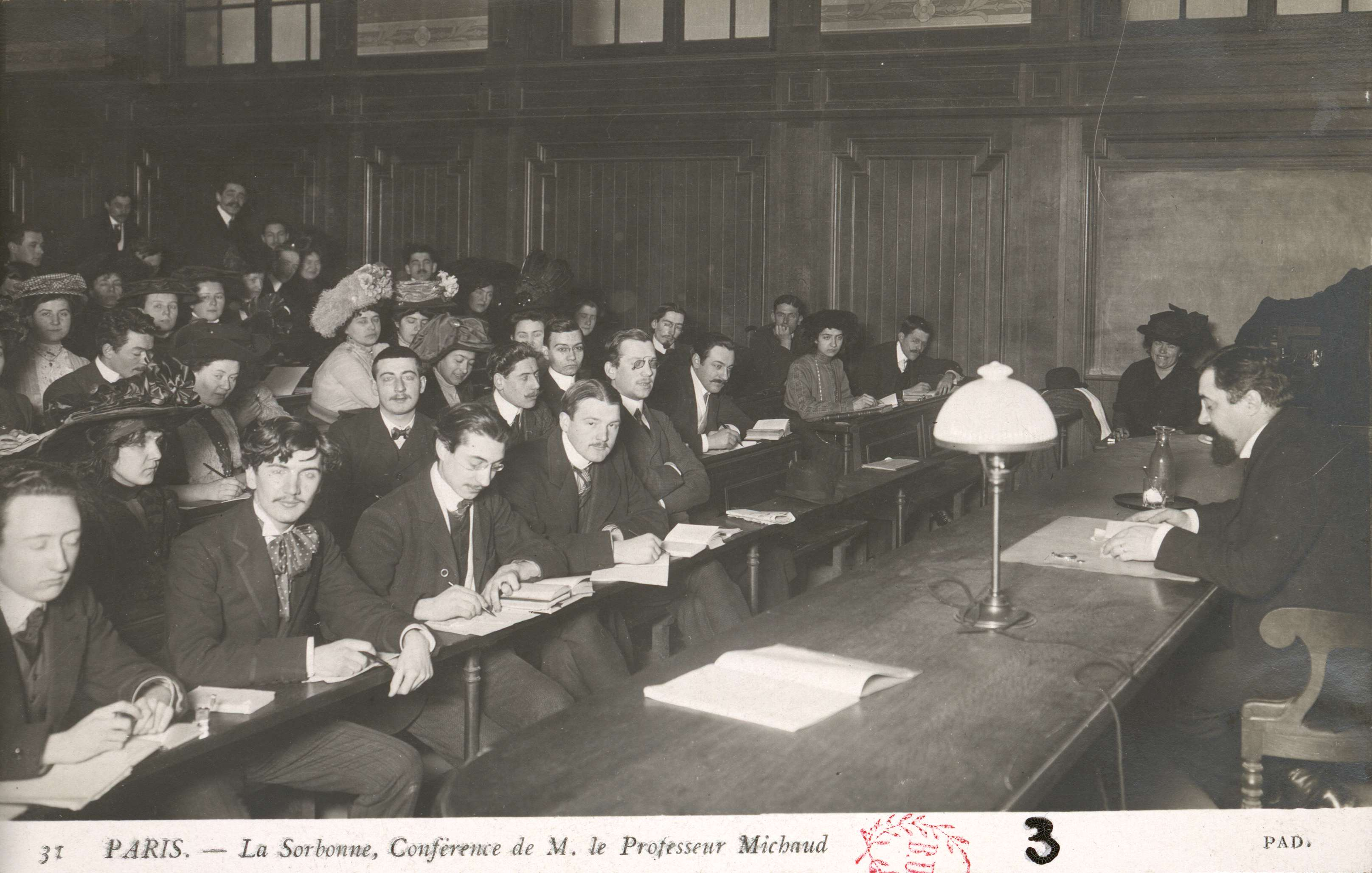
Conférence de Gustave Michaut à la Sorbonne dans l'amphithéâtre Descartes (Bibliothèque de la Sorbonne, NuBIS)

Il obtient l'habilitation à la Sorbonne avec deux thèses sur Sainte-Beuve, Sainte-Beuve avant les «lundis». Essai sur la formation de son esprit et de sa méthode critique (Fribourg ; Paris, 1903) et Quibus rationibus Sainte-Beuve opus suum de XVIe seculo iterum alque iterum retractaverit (Paris,1903).
Le 11 décembre 1905, il épouse Marie Rollet à Fontainebleau.
Dès 1904, il enseigne la littérature française à l'Université de Lille et à la Sorbonne. De 1926 à 1929, il est également professeur et doyen de la Faculté des Lettres du Caire.
Gustave Michaut se fait principalement connaître en tant que spécialise de Molière. Il s'est également intéressé, entre autres, à des auteurs comme La Fontaine, Blaise Pascal, La Bruyère, Senancour, Sainte-Beuve, Alfred de Musset et Anatole France.

## Distinctions
- Chevalier de la Légion d'honneur (1934)[1]
- Cinq prix de l'Académie française : Prix Saintour (1897), Prix Jules Janin (1902), Prix Bordin (1904), Prix Marcelin Guérin (1908) et Prix Guizot (1926)[3]

## Œuvres

### Auteur
- Gustave Michaut, Le génie latin : La race, le milieu, le moment, les genres, Paris, Albert Fontemoing, 1900 (lire en ligne).
- Gustave Michaut, Chateaubriand et Sainte-Beuve, Fribourg, Librairie catholique suisse, 1900.
- Gustave Michaut, Les époques de la pensée de Pascal, Paris, Albert Fontemoing, 1902 (lire en ligne).
- Gustave Michaut, Quibus rationibus Saint-Beuve opus suum de XVIe seculo iterum atque iterum retractaverit : cui dissertationi adjectus est ejusdem operis apparatus criticus, Paris, Albert Fontemoing, 1903 (lire en ligne).
- Gustave Michaut, Le Chagrin de Calypso : le sourire de Pénélope : contes de "L'Odyssée", Angers, Germain & Grassin, 1903 (lire en ligne).
- Gustave Michaut, Sainte-Beuve avant les "Lundis" : essai sur la formation de son esprit et de sa méthode critique, Fribourg ; Paris, Veith ; Albert Fontemoing, 1903 (lire en ligne).
- Gustave Michaut, Livre d'amour de Sainte-Beuve : documents inédits, Paris, Albert Fontemoing, 1905 (lire en ligne).
- Gustave Michaut, Études sur Sainte-Beuve, Paris, Albert Fontemoing, 1905 (lire en ligne).
- Gustave Michaut, La Bérénice de Racine, Paris, Société française d'imprimerie et de librairie, 1907 (lire en ligne).
- Gustave Michaut, Sénancour, Ses Amis et Ses Ennemis : études et documents, Paris, E. Sansot, 1910 (lire en ligne).
- Gustave Michaut, Pages de critique et d'histoire littéraire : XIXe siècle, Paris, Albert Fontemoing, 1910 (lire en ligne).
- Gustave Michaut, Histoire de la comédie romaine, Paris, Albert Fontemoing, 1912-1920 (lire en ligne).
- Gustave Michaut, Anatole France : étude psychologique, Paris, Albert Fontemoing, 1913 (lire en ligne).
- Gustave Michaut, La Fontaine, Paris, Hachette, 1913-1914.
- Gustave Michaut, Sainte-Beuve, Paris, Hachette, 1921 (lire en ligne).
- Gustave Michaut, La jeunesse de Molière, Paris, Hachette, 1922 (lire en ligne).
- Gustave Michaut, Les débuts de Molière à Paris : Les précieuses ridicules, Sganarelle, Dom Garcie de Navarre, L'école des maris, Les fâcheux, L'école des femmes, Paris, Hachette, 1923.
- Gustave Michaut, Les luttes de Molière : le mariage forcé, la princesse d'Elide, Tartuffe, Dom Juan, l'amour médecin, le misanthrope, Paris, Hachette, 1925.
- Gustave Michaut, L'évolution littéraire du Moyen Age français, Paris, Croville-Morant, 1931.
- Gustave Michaut, Molière raconté par ceux qui l'ont vu, Paris, Stock, 1932.
- Gustave Michaut et Paul Schricke, Grammaire française : cours complet, Paris, A. Hatier, 1934.
- Gustave Michaut, La Bruyère, Paris, Boivin, 1936.
- Gustave Michaut, Pascal, Molière, Musset : essais de critique et de psychologie, Paris, Ed. Alsatia, 1942.

### Éditeur, traducteur
- Les pensées de Pascal disposées suivant l'ordre du cahier autographe, Fribourg 1896
- Pascal, Abrégé de la vie de Jésus-Christ, Fribourg 1897
- (Traductrice) Marc-Aurèle, Pensées, Paris 1901
- (Traducteur) Aucassin et Nicolette. Chante-fable du XIIe siècle, Paris 1901, 1930, 1947 (préface de Joseph Bédier )
- La comtesse de Bonneval [née] Judith-Charlotte de Biron, Lettres du 18e siècle, Paris 1903
- Madeleine de Scudéry, De la Poësie française jusques à Henry quatrième, Paris 1907
- Musset, Les caprices de Marianne, Paris 1908
- Senancour, Obermann, Paris 1912-1913
- Saint-Pavin, Poésies choisies, Paris 1912
- (Traducteur) Le Roi Flore et la Belle Jeanne. Amis et Amiles. Contes du XIIIe siècle, Paris 1923
- Montaigne. De l'Institution des enfants. Édition critique, Paris 1924
- (Traducteur) L'histoire de Pierre de Provence et de la belle Maguelonne, Paris 1926 (Préface de Mario Roques )
- La Fontaine, Fables, Paris 1927
- Guillaume Du Vair, De la sainte philosophie. Philosophie morale des stoïques, Paris 1945
- Molière, Œuvres complètes, 11 Bde., Paris 1947-1949, 1954